# Avenue Anatole-France (Nancy)
Pour les articles homonymes, voir Avenue Anatole-France.
L'avenue Anatole-France est une voie de la commune française de Nancy, au sein du département de Meurthe-et-Moselle, en région Lorraine (Grand Est).
L'avenue est nommée d'après le nom de l'écrivain français.

## Situation et accès
L'avenue Anatole-France, d'une direction générale ouest-est, est située à l'ouest de la ville de Nancy, au sein du quartier Poincaré - Foch - Anatole France - Croix de Bourgogne.
Elle prolonge à l'ouest la rue Raymond-Poincaré et relie le centre de Nancy à la commune voisine de Laxou.

## Origine du nom
Cette voie porte le nom de l'écrivain et critique littéraire français Anatole France (1844–1924).

## Bâtiments remarquables et lieux de mémoire
- n°6-12 maisons de style art nouveau [1]

De nombreux immeubles sont l’œuvre de Louis Déon, parmi lesquels :
- n°10 immeuble construit en 1922
- n°12 immeuble construit en 1910
- n°14 immeuble construit en 1911
- n°20 immeuble construit en 1909
- n°25 immeuble construit en 1909
- n°26 immeuble construit en 1909
- n°23 immeuble construit en 1923
- n°38 immeuble construit en 1910
- n°40 immeuble construit en 1910
- n°42 immeuble construit en 1913

Quelques vitraux sur rue réalisés par Jacques Grüber.